# Heinrich Kühn (Fotograf)

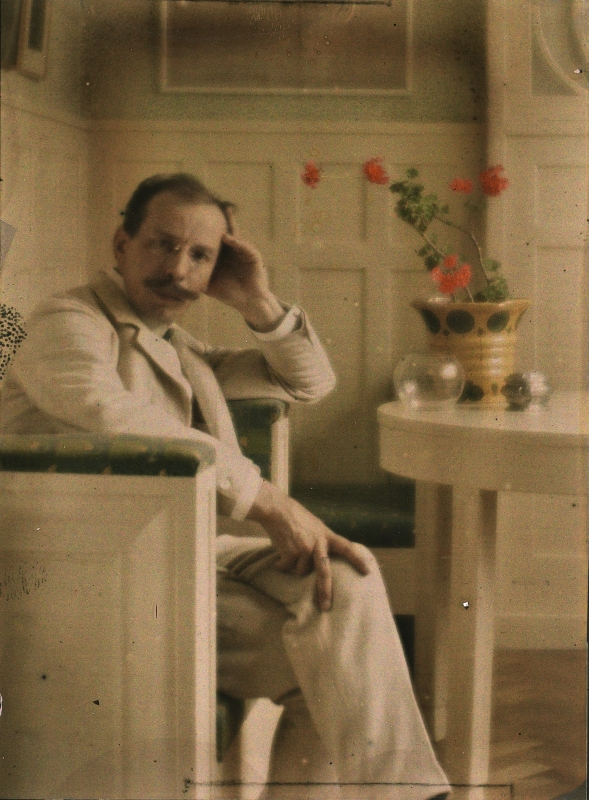
Selbstporträt im Autochromverfahren, 1907

Carl Christian Heinrich Kühn (* 25. Februar 1866 in Dresden; † 14. September 1944 in Birgitz) war ein deutsch-österreichischer Fotograf und Fotopionier.
Er war mit Hans Watzek und  Hugo Henneberg in der Künstlergruppe Wiener Kleeblatt zusammengeschlossen.

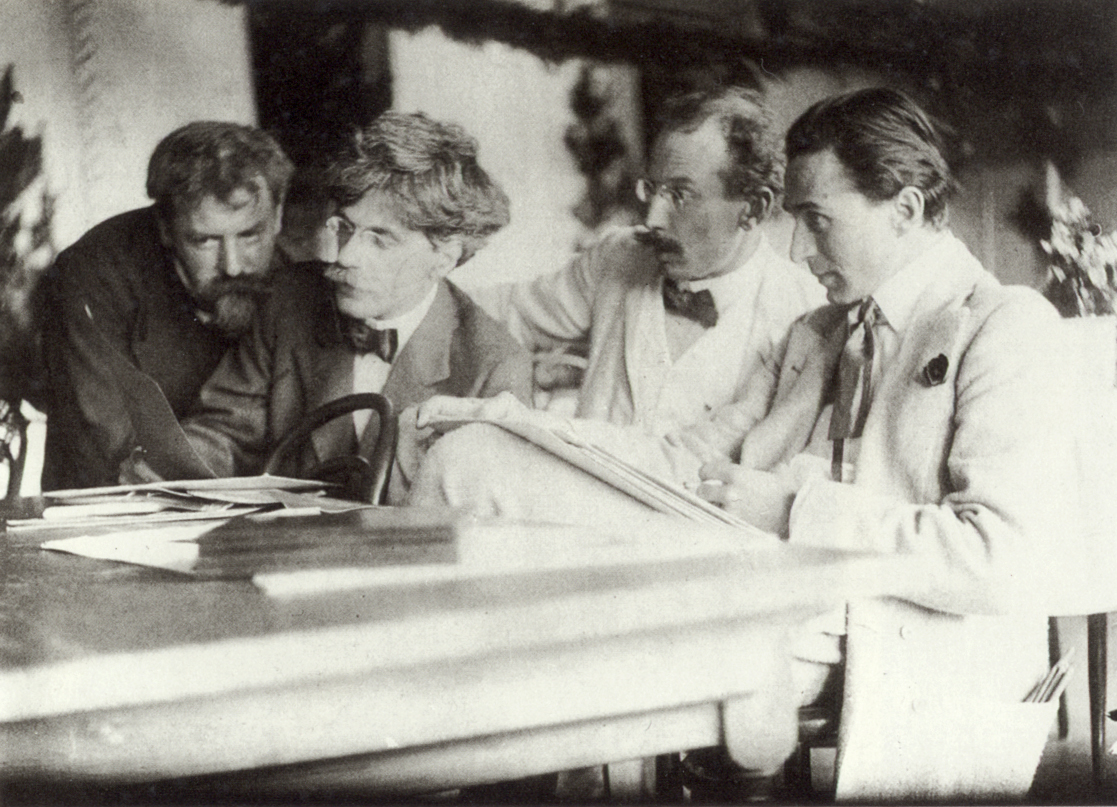
Frank Eugene, Alfred Stieglitz, Heinrich Kühn und Edward Steichen (von links nach rechts) betrachten ein Werk von Frank Eugene, am 1. Januar 1907

## Leben und Werk
Heinrich Kühns Großvater war der Bildhauer Christian Gottlieb Kühn. Er studierte ab 1885 in Leipzig, Berlin und Freiburg im Breisgau Medizin und Naturwissenschaften und promovierte als Mediziner. Seine anschließende Tätigkeit als Arzt musste er jedoch aus Gesundheitsgründen aufgeben.
Wegen dieser war er zwecks eines Klimawechsels nach Innsbruck gezogen, wo er sich zunächst noch medizinisch betätigte, später dann aber, da sein Lebensunterhalt aufgrund des Familienvermögens gesichert war, nur noch der Fotografie in Theorie und Praxis widmete.
Mit seinen dem Impressionismus nahestehenden piktorialistischen Bildern gilt er als ein wichtiger Vertreter der Kunstfotografie – der ersten fotografischen Stilrichtung, die sich als eigenständige Kunstform etablieren konnte.
Kühn lehnte manuelle Eingriffe am Bild, wie sie etwa Robert Demachy vornahm, ab. Sein Streben war es, den gewünschten malerischen Effekt rein mit fotografischen Mitteln, z. B. dem verwendeten Edeldruckverfahren, zu erzielen. Kühn fertigte, im Gegensatz etwa zum mit ihm verbundenen Hans Watzek, zum Teil bis zu hundert Aufnahmen eines Motivs an, um das gewünschte Ergebnis zu erhalten.
Mit dem Ersten Weltkrieg verlor Kühn sein Vermögen, das er in Kriegsanleihen investiert hatte. Sein Spätwerk findet kaum Beachtung. Er zog aufs Land, beantragte am 24. Juni 1938 die Aufnahme in die NSDAP und wurde rückwirkend zum 1. Mai desselben Jahres aufgenommen (Mitgliedsnummer 6.104.215).

## Technische Aspekte seines fotografischen Schaffens
Technisch setzte er seine Absichten vor allem mit den Mitteln des Gummidrucks um, den er zum kombinierten oder mehrschichtigen Gummidruck entwickelte. Dadurch ergaben sich bisher nicht gekannte Möglichkeiten gestalterischer Beeinflussung des Bildes und farbiger Manipulationsmöglichkeiten.
1911 erfand Kühn die Gummigravüre, die eine Kombination von Heliogravüre und Gummidruck darstellt. 1915 entwickelte er den Leimdruck, ein Chromatverfahren, bei dem Fischleim als Kolloid verwendet wird und das eine gummidruckartige Bildwirkung erzielt. Auch die Syngraphie wurde von ihm erfunden. Es ist ein – heute vergessenes – Verfahren, das mit zwei Negativen in unterschiedlicher Empfindlichkeit arbeitet und so im Positiv eine höhere Tonwertskala erreicht. Auf Kühns Entwicklung basiert der Zwei-Schichten-Film, der zwei Schichten von unterschiedlicher Empfindlichkeit kombiniert und besonders in der Reproduktionsfotografie verwendet wurde.
Durch die um die Jahrhundertwende erzielten Verbesserungen der Fotoobjektive hinsichtlich Lichtstärke und Abbildungsqualität ergab sich eine Bildschärfe, die Kühns stilistischen Vorstellungen widersprach. Nach Versuchen mit Brillengläsern als Objektiven sowie verschiedenen weichzeichnenden Filtern oder Rastern gelang es ihm, Franz Staeble, den Gründer des Staeble-Werkes, zu überzeugen, in gemeinsamer Arbeit (Staeble übernahm die mathematisch-technischen Arbeiten und Kühn die Erprobung unter künstlerischen Gesichtspunkten) ein Objektiv zu entwickeln, bei dem über auswechselbare Siebblenden dem scharfen Bildkern ein regulierbarer Zerstreuungskreis überlagert werden konnte, und sich so die von ihm gewünschte „Weichheit, ohne Süßlichkeit“ der Abbildung ergab. Dieses Objektiv wurde unter der Bezeichnung Anachromat Kühn an den Markt gebracht. 1928 schließlich entstand hieraus das bis in die 1990er Jahre angebotene Rodenstock Imagon.

## Ausstellungen (Auswahl)
- 1894: Jahresausstellung des Amateur-Photographen-Vereins, Kunsthalle, Hamburg
- 1902: Kleeblatt-Ausstellung (Hugo Henneberg, Heinrich Kühn, Hans Watzek), Wiener Secession, Wien
- 1909: Heinrich Kühn, Künstlerbund für Tirol und Vorarlberg, Museum Ferdinandeum, Innsbruck
- 1910: International Exhibition of Pictorial Photography, Albright Art Gallery, Buffalo, New York, USA
- 1911: Heinrich Kühn, Galerie Thannhauser, München
- 1915: Sonderausstellung bildmäßiger Photographien von Heinrich Kühn, Kunstgewerbemuseum, Berlin
- 1952: Gedächtnis-Ausstellung Heinrich Kühn, Photokina, Köln
- 1964: Kunstphotographie um 1900, Museum Folkwang, Essen (weitere Station: Museum für Kunst und Gewerbe in Zusammenarbeit mit der Landesbildstelle, Hamburg)
- 1973: The Painterly Photograph 1890–1914, Metropolitan Museum of Art, New York, USA
- 1976: Heinrich Kühn 1866–1944. Photographien, Galerie im Taxispalais, Innsbruck
- 1977: Malerei und Photographie im Dialog von 1840 bis heute, Kunsthaus Zürich
- 1978: Heinrich Kühn (1866–1944) – 110 Bilder aus der Fotografischen Sammlung im Museum Folkwang, Essen
- 1981: Eine Ausstellung von hundert Photographien von/An Exhibition of One Hundred Photographs by Heinrich Kühn, Stefan Lennert, München; Galerie Zur Stockeregg, Zürich; Galerie Rudolf Kicken, Köln; 1982: Photo Galerie Dröscher, Hamburg; Lunn Gallery, Inc., Washington, D.C.; Baudoin Lebon, Paris
- 2002: Rudolf Koppitz and Heinrich Kühn. Vintage Photographs, Kicken Berlin
- 2007: Heinrich Kühn. Big Pictures, Kicken Berlin
- 2007: Heinrich Kühn, Gum & Pigment Prints 1895-1925, Galerie Johannes Faber, Wien
- 2008: Kicken in Wien. Die Weltmeister, Georg Kargl Fine Arts
- 2009: Pictorialism. Hidden Modernism. Photography 1896–1916, Kicken Berlin
- 2010: Heinrich Kühn: Die vollkommene Fotografie, Albertina, Wien (weitere Stationen: Musée de l’Orangerie, Paris; 2011: Museum of Fine Arts, Houston, USA)
- 2012: Heinrich Kühn. The Photo-Secession. Selected Works, Hans P. Kraus jr., New York, USA
- 2014: Das bedrohte Paradies. Heinrich Kühn fotografiert in Farbe. Landesmuseum Schloss Tirol, Meran[7]
- 2016: Made in Germany. German Photography from the 19th Century Until Today, 2nd Shenzhen International Photography Week, Shenzhen, China
- 2016: Heinrich Kühn oder die Metamorphose der Photographieaus dem Museum Folkwang anlässlich 150 Jahre Heinrich Kühn, FO.KU.S. Foto Kunst Stadtforum Innsbruck

## Publikationen
- Technik der Lichtbildnerei. Wilhelm Knapp, Halle/Saale 1921.